# Friterie

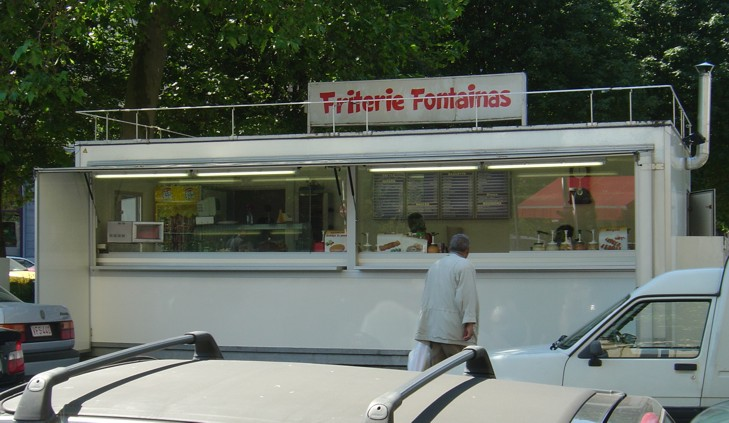
Una típica friterie de Bruselas.

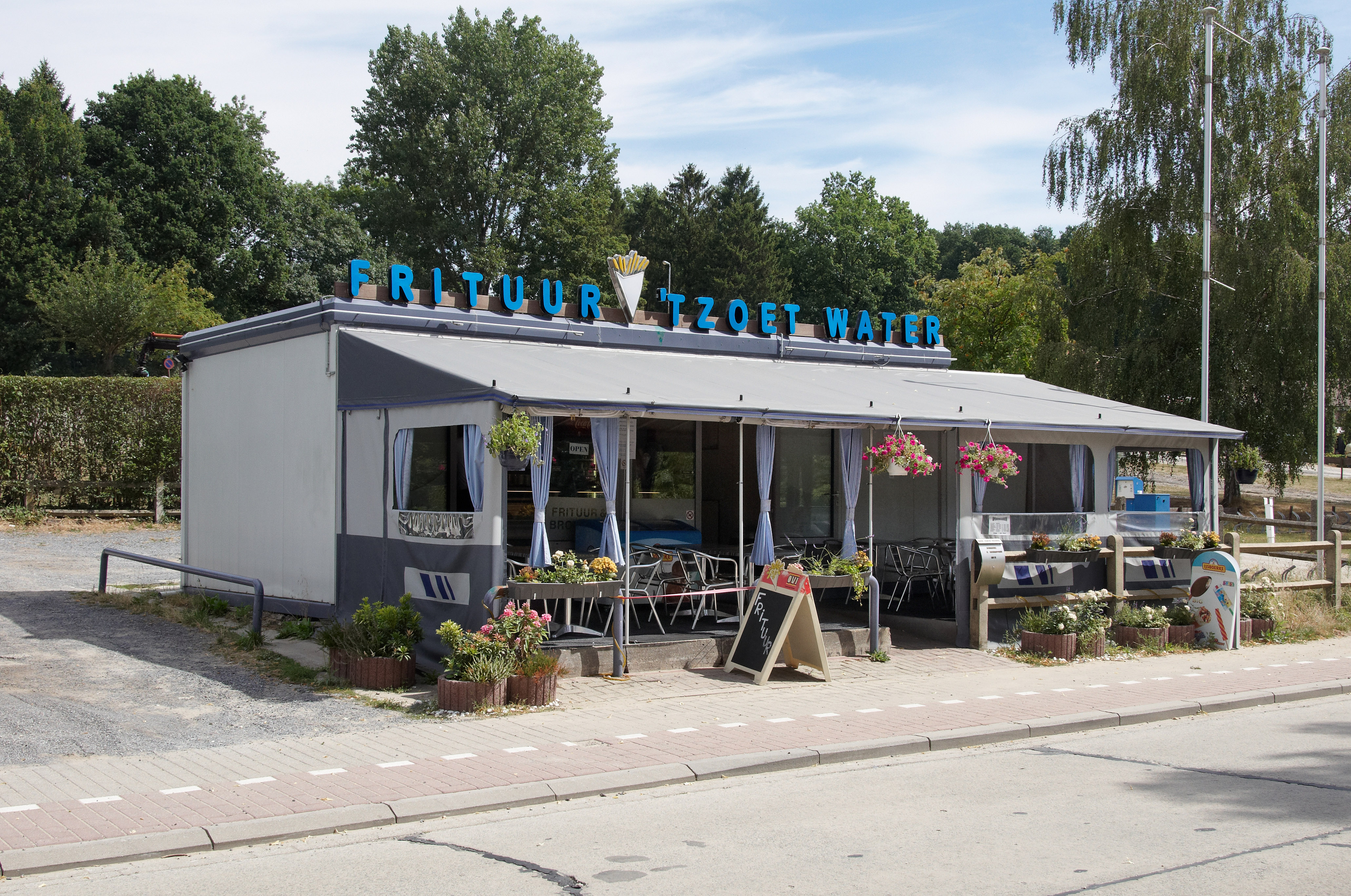
Una friterie en Oud-Heverlee, Bélgica.

Una friterie (en la Bélgica francesa y norte de Francia), frituur o frietkot/kraam (en Flandes y los Países Bajos), o baraque à frites (en el norte de Francia) es una chip shop (‘tienda de patatas fritas’) tradicional que sirve comida rápida. Las friteries se encuentran a menudo en plazas y cunetas de carreteras principales, pudiendo ser desde restaurantes completos que ofrecen servicio de mesa hasta una simple caravana, camión o incluso una furgoneta o autobús adaptados para servir solo comida para llevar; las friteries son originarias de Bélgica, la primera se abrió en Amberes en 1842.
Las friteries ofrecen diversos platos fritos y a la parrilla servidos con patatas fritas, tales como hamburguesas, brochetas, frikandellen, albóndigas, merguez, croquetas y pollo frito. Otra características de las friteries belgas es la gran selección de salsas disponibles, incluyendo kétchup, mahonesa, tártara, americana, samurái, rica, mexicana, oriental, brasileña, bearnesa y diablo. Tradicionalmente las patatas fritas se servían en cucuruchos de papel, pero actualmente la mayoría de las friteries emplean bandejas de plástico o cartón.
Una variante es servir la carne, las patatas fritas, la eventual ensalada y la salsa en media baguete, lo que se denomina mitraillette, que se traduce literalmente como metralleta. Alternativamente, la misma mezcla se puede disponer en un dürüm, si bien esta costumbre es más común en las friteries regentadas por inmigrantes (principalmente turcos).